# Scleria eggersiana
Scleria eggersiana är en halvgräsart som beskrevs av Johann Otto Boeckeler. Scleria eggersiana ingår i släktet Scleria och familjen halvgräs. Inga underarter finns listade i Catalogue of Life.